# Esther Azzopardi
Esther Azzopardi Farrugia (* 12. Dezember 1981) ist eine ehemalige maltesische Fußballschiedsrichterin.
Azzopardi begann 1997 als Schiedsrichterin. Sie leitete Spiele in der Maltese Premier League. Darüber hinaus stand sie ab 2007 auf der Liste der FIFA-Schiedsrichter und pfiff internationale Fußballpartien. Sie gehörte zur Kategorie der First-Category-Schiedsrichterinnen der UEFA.
Sie leitete insgesamt neun Spiele in der Women’s Champions League. Zudem war sie bei der U-19-Europameisterschaft 2010 in Nordmazedonien (zwei Gruppenspiele und ein Halbfinale), beim Algarve-Cup 2013, bei der Europameisterschaft 2013 in Schweden (als Vierte Offizielle), bei der U-19-Europameisterschaft 2015 in Israel (zwei Gruppenspiele und ein Halbfinale) sowie bei der U-17-Weltmeisterschaft 2016 in Jordanien (ein Gruppenspiel) im Einsatz.
Azzopardi ist die Tochter des ehemaligen maltesischen FIFA-Schiedsrichterassistenten Ronnie Farrugia. Im Juni 2014 wurde Azzopardi Mutter eines Sohnes.
Im Januar 2017 gab Azzopardi nach 19 Jahren ihren Rücktritt als Schiedsrichterin bekannt.